# Johann Peters (Politiker)
Johann Peters (* 18. Oktober 1910 in Ganschvitz, Rügen; † unbekannt) war ein deutscher Politiker und Funktionär der DDR-Blockpartei Demokratische Bauernpartei Deutschlands (DBD).

## Leben
Nach dem Besuch der Volksschule wurde er Landarbeiter und trat der KPD bei. 1930 wurde er wegen antifaschistischer Tätigkeit zu zwei Monaten Zuchthaus verurteilt. Nach dem Zweiten Weltkrieg trat er in die DBD ein und lebte in Zirmoisel. Von 1954 bis 1958 war er Mitglied der DBD-Fraktion der Volkskammer der DDR.